# 李炯錫
李炯錫（：／ Lee Hyung-seok，1961年10月5日—），大韓民國自由派政治人物，第21屆國會議員。